# Hemigymnus fasciatus
Espèce
Synonymes
- Halichoeres fasciatus (Bloch, 1792)
- Halichoeres fasciatus (Bloch, 1792)
- Hemigymuns fasciatus (Bloch, 1792)
- Hemigymuns fasciatus (Bloch, 1792)
- Labrus fasciatus Walbaum, 1792
- Labrus fasciatus Walbaum, 1792

Statut de conservation UICN

 LC  : Préoccupation mineure

Hemigymnus fasciatus, communément nommé labre à bandes noires ou tamarin à bandes noires, est un poisson osseux de taille moyenne appartenant à la famille des Labridae natif du Bassin Indo-Pacifique.

## Description
Le labre à bandes noires est un poisson de taille moyenne qui peut atteindre une longueur maximale comprise entre 30 cm, et 50 cm, pour les mâles.
Le corps est haut, relativement aplati, sa tête est large et sa bouche aux lèvres charnues est terminale. Sa livrée varie en fonction des phases de maturité.
Durant la phase juvénile, le labre à bandes noires a une couleur de fond jaune verdâtre avec six lignes verticales jaunâtres et entre ces dernières de fines lignes verticales noires pas forcément visibles.
La femelle en phase initiale a le corps vert sombre à noir avec quatre bandes blanches verticales, la tête est verte et blanche avec des motifs roses surlignés de bleu turquoise. La nageoire caudale est orangée.
En phase terminale, le mâle mature arbore un corps vert sombre à noir avec toujours les quatre bandes blanches qui toutefois s'affinent vers le sommet du corps et dont les dernières peuvent même s'estomper chez les individus âgés. La tête est identique à celle de la femelle mais avec des motifs aux teintes plus intenses dont le caractéristique motif en forme de fer à cheval sur le museau. Sa nageoire caudale est identique à la couleur dominante du corps.

## Distribution & habitat
Le labre à bandes noires est présent dans les eaux tropicales et subtropicalesdu Bassin Indo-Pacifique soit des côtes orientales de l'Afrique, Mer Rouge incluse, jusqu'en Polynésie et de la Nouvelle-Calédonie au sud du Japon,,.
Le labre à bandes noires apprécie les zones coralliennes mixtes (éboulis/sabe/coraux) où il peut facilement puiser sa nourriture et trouver un abri et ce de la surface à 25 mètres de profondeur . Les juvéniles sont plus discrets et vivent à l'abri des coraux voire aussi entre les épines d'oursin.

## Biologie
Le labre à bandes noires est un prédateur solitaire ou en petits groupes épars qui se nourrit essentiellement de petits invertébrés comme des crustacés, des mollusques, des vers, des échinodermes qu'il capture sur le substrat ou dans le sable .
Comme la majorité des labres, le labre à bandes noires est hermaphrodite protogyne, à savoir que les individus commencent leur existence en tant que femelle et possèdent la capacité de devenir mâle plus tard.

## Statut de conservation
L'espèce ne fait face à aucune menace importante en dehors de la collecte pour le marché de l’aquariophilie, elle est toutefois classée en « préoccupation mineure »(LC) par l'UICN .